# Aeronca 12 Chum
L'Aeronca 12AC Chum était un monoplan léger, produit aux États-Unis en 1946. Il s'agissait d'une version produite sous licence de l'ERCO Ercoupe.

## Historique
Aeronca obtint une licence en 1946 pour produire l'Ercoupe 415 sous le nom d'« Aeronca 12 Chum » et construisit deux prototypes : l'appareil immatriculé NX39637, disposant de la double dérive standard de l'Ercoupe, et le NX83772, disposant d'une seule dérive plus grande, d'ailes en métal et de supports supplémentaires sur le train d'atterrissage principal. Le Chum était propulsé par un moteur Continental C-85J (en) et avait une vitesse de croisière de 174 km/h.
Aucune production en série ne suivit la fabrication des deux prototypes,,.

## Spécifications techniques (Chum)
Données de Jane's All the World's Aircraft 1947.
Caractéristiques générales
- Équipage : 2 membres
- Longueur : 6,1 m
- Envergure : 8,5 m
- Hauteur : 2,4 m
- Surface alaire : 13 m2
- Masse à vide : 390 kg
- Masse typique : 635 kg
- Moteur : 1   moteur à pistons à 4 cylindres à plat refroidis par air Continental C85J (en) de 85 ch (63 kW)
- Capacité en carburant : 83 litres
- Hélice : Sensenich bipale en bois à pas fixe

 Performances 
- Vitesse maximale : 190 km/h
- Vitesse de croisière : 174 km/h
- Distance franchissable : 400 km
- Plafond : 3 400 m
- Vitesse ascensionnelle : 186 m/min
- Charge alaire : 49 kg/m2
- Consommation de carburant : 0,132 2 kg/km
- Rapport poids-puissance : 10,04 kg/kW